# نورالله محمودی چلیچه‌ای
نورالله محمودی چلیچه‌ای (زادهٔ ۱۳۳۱ - درگذشتهٔ ۱۳۸۶) کشاورز و شاعر اهل چلیچه بود.

## زندگی‌نامه
محمودی چلیچه‌ای در سال ۱۳۳۱ خورشیدی در چلیچه به‌دنیا آمد و در سال ۱۳۸۶ همان‌جا درگذشت. از وی کتابچهٔ شعری به نام دیوان محمودی در مدح محمد و خانوادهٔ او و زندگی روستایی به جا مانده‌است. محتوای اشعار سادهٔ وی گویای احوال اجتماعی و مردمی روستا است.

## نمونه اشعار
ابیاتی از دیوان محمودی:
| کر که می‌خواهی شوی اهل بهشت  |  | کن محبت مادر نیکو سرشت     |
| زآه مادر یک زمان غافل میاش  |  | جون نکردی احترام ایمن مباش |
| جمله زحمات تو اندر این زمان |  | سخت تر نبود ز درد زایمان   |